# Bock Pils
Bock Pils is een Belgisch pilsbier. Het wordt gebrouwen door de Brouwerij Palm te Steenhuffel.
Het bier wordt gebrouwen volgens een origineel recept met 100% Saazhop. Ingrediënten zijn water, mout, maïs, hop en gist.
De rijping van het bier neemt zes volle weken in beslag. Het bier heeft een subtiel hoparoma en een fruitige smaak.